# Museo Arqueológico Nacional de Ferrara
El Museo Arqueológico Nacional de Ferrara es un museo ubicado en Ferrara. Este ocupa el interior del Palacio Costabili. Exhibe varios artefactos provenientes de las excavaciones de la ciudad etrusca de Spina, que floreció entre el siglo VI y III a. C. Es, además, gestionado por el Ministerio por el bien y la actividad cultural, bajo el Cento museístico de Emilia Romaña, desde 2014.

## Descripción
La ciudad de Espina, abandonada durante el siglo II a. C., fue excavada tras el redescubrimiento debido a las obras de drenaje de los Valles de Comacchio. En la necrópolis se han encontrado más de 4 000 tumbas, a las que hay que sumar las excavaciones de una parte del pueblo.
El área expositiva ocupa dos pisos. En la planta baja se encuentran las salas dedicadas al pueblo de Espina y las actividades que allí se practicaban. Se dedican secciones especiales a la vida religiosa y la variada población de la ciudad, a través de los testimonios epigráficos. También en la planta baja se encuentran las dos embarcaciones monoxiles (comúnmente denominadas como piraguas) recuperadas en 1948 en el Valle Isola y que datan de la época tardorromana (entre el siglo III y el IV a. C.).
En la planta principal se exhibe una selección de los elementos más significativos de las numerosas tumbas encontradas en la necrópolis, ordenados cronológicamente. Entre las piezas más valiosas destacan las espléndidas cerámicas áticas de figuras rojas (cráteras, cílicas, ánforas e hidrias ) producidas por artistas atenienses. Las pinturas representan escenas mitológicas y de la vida cotidiana, estas dan testimonio de la difusión del arte griego en el contexto etrusco. Otras cerámicas proceden de la Magna Grecia y Sicilia. De producción etrusca son objetos principalmente en bronce (como candelabros, trípodes, soportes).
La colección también cuenta con joyas de oro, plata, ámbar y piedras semipreciosas, que atestiguan la habilidad técnica lograda por los artesanos del Po y de la Etruria central italiana.